# Stanley Tucci
Stanley Tucci (n. 11 noiembrie 1960, Peekskill⁠(d), New York, SUA) este un actor, producător, regizor și scenarist american. A fost nominalizat pentru multe și importante premii ale industriei de film și este cunoscut pentru rolul său în filmul The Lovely Bones.

## Biografie
S-a născut la Peekskill, New York și a crescut în Katonah, Părinții lui sunt Joan și Stanley Tucci. Mama sa a fost secretară și concheta cu scrisul, iar tatăl său a predat actoria la liceu. Sora sa este și ea actriță, Christine Tucci,  iar verișorul său, Joseph Tropiano, este scenarist.. Fiind un iubitor al sportului, a jucat în echipa de fotbal a lui John Jay, dar și în cea de baseball, însă principala sa preocupare a fost pentru actorie. A absolvit cursurile Universității de Teatru, după care și-a făcut debutul pe Broadway, în piesa The Queen și The Rebels, în 1982. Debutul în film și l-a făcut cu filmul Onoarea familiei Prizzi. Este cunoscut publicului pentru rolurile din filmele The Pelican Brief, Kiss of Death, Road to Perdition, Big Night sau serialul Murder One. Împreună cu verișorul său Joseph Tropiano a scris scenariul pentru filmul Big Night, în care a jucat și l-a co-regizat alături de Campbell Scott. În acest film au apărut și mama și sora sa. Mama sa chiar a scris prezentarea filmului. Această peliculă i-a adus premiul pentru Cel mai bun scenariu la Festivalul Filmului Independent. A mai jucat și în alte două comedii romantice, A Modern Affair (1995) and The Whole Shebang (2001). A fost nominalizat de trei ori pentru Globurile de Aur, pentru două filme produse de HBO: Winchell (1998) și Adolph Eichmann in Conspiracy (2001). A mai fost nominazat pentru scenariul filmului Winchell. Pentru producția de pe Broadway Clair de Lune a fost nominalizat la premiile Tony pentru cel mai bun actor.

## Filmografie (selecție)
- Onoarea familiei Prizzi (1985)
- Kojak: The Price of Justice (1987)
- Billy Bathgate (1991)
- Beethoven (1992)
- Undercover Blues (1993)
- The Pelican Brief (1993)
- It Could Happen To You (1994)
- Kiss of Death (1995)
- The Daytrippers (1996)
- Big Night (1996)
- Deconstructing Harry (1997)
- The Impostors (1998)
- In Too Deep (1999)
- A Midsummer Night's Dream (1999)
- America's Sweethearts (2001)
- Conspiracy (2001)
- Road to Perdition (2002)
- Maid in Manhattan (2002)
- The Core (2003)
- The Life and Death of Peter Sellers (2004)
- The Terminal (2004)
- Shall We Dance? (2004)
- The Devil Wears Prada (2006)
- Panică la Hollywood (2008)
- Julie & Julia (2009)
- The Lovely Bones (2009)
- Easy A (2010)
- Burlesque (2010)
- Margin Call (2011)
- Captain America: The First Avenger (2011)
- The Company You Keep (2012)
- The Hunger Games (2012)
- Percy Jackson: Sea of Monsters (2013)
- Jack the Giant Slayer (2013)
- The Hunger Games: Catching Fire (2013)
- A Little Chaos (2014)
- Transformers Age of Extinction (2014)
- The Hunger Games: Mockingjay – Part 1 (2014)
- The Hunger Games: Mockingjay – Part 2 (2015)
- Spotlight (2015)
- Final Portrait (2017)
- Beauty and the Beast (2017)
- Transformers: The Last Knight (2017)
- The Children Act (2017)
- A Private War (2018)
- Supernova (2020)
- Worth (2021)
- Jolt (2021)
- I Wanna Dance with Somebody (2022)
- Conclav (2024)